# Antocha (Orimargula) pauliani
Antocha (Orimargula) pauliani is een tweevleugelige uit de familie steltmuggen (Limoniidae). De soort komt voor in het Afrotropisch gebied.